# 2648 Owa
2648 Owa је астероид главног астероидног појаса чија средња удаљеност од Сунца износи 2,249 астрономских јединица (АЈ).
Апсолутна магнитуда астероида је 12,9.